# Sjtjolkovo

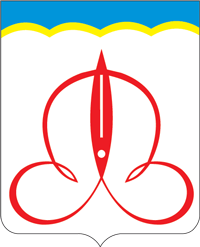
Sjtjolkovos vapen.

Sjtjolkovo (ryska: Щёлково) är en stad i Moskva oblast, Ryssland. Folkmängden uppgick till 118 962 invånare i början av 2015. Zvjozdnyj Gorodok, även kallat Stjärnstaden, var fram till den 19 januari 2009 en del av Sjtjolkovo men är numera en separat administrativ enhet.